# مغز قدامی
در کالبدشناسی مغز مهره‌داران، پیشین‌مغز یا پیشامغز یا مغزِ قُدامی (به انگلیسی: Forebrain) یا (به انگلیسی: Prosencephalon) جلوترین (روسترال) بخش مغز است. پیشین‌مغز (پروزنسفالون)، میان‌مغز (مزنسفالون) و پسین‌مغز (رومبنسفالون) سه تا از کیسه‌های اولیۀ مغز طی تکوین عصب‌ها اند. پیشامغز، دمای بدن، عملکردهای تولیدمثلی، خوردن، خوابیدن و نمایش احساسات را کنترل می کند.

## نگارخانه

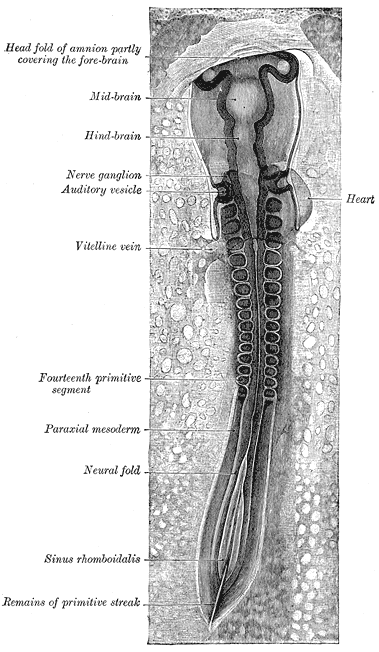
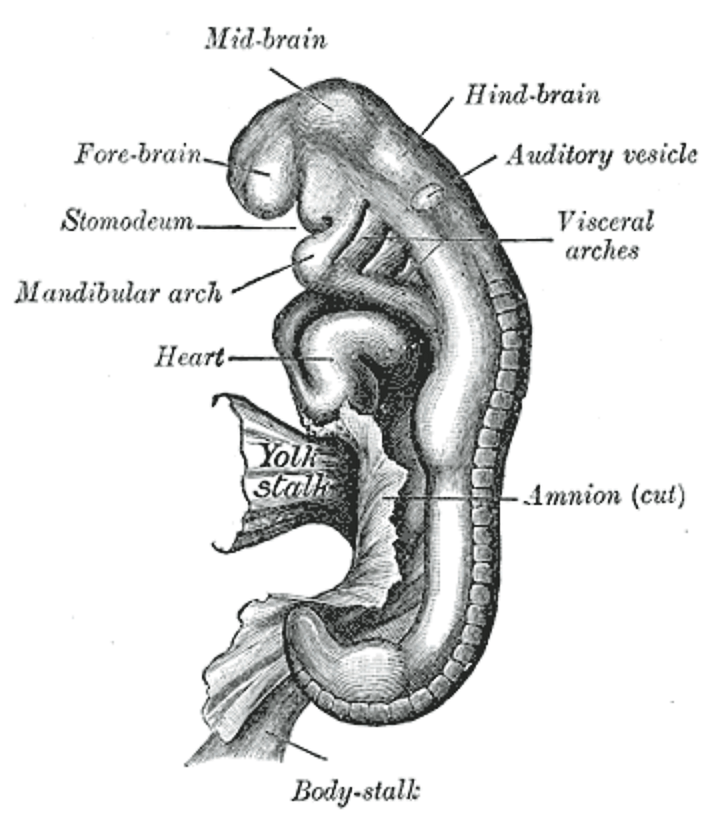
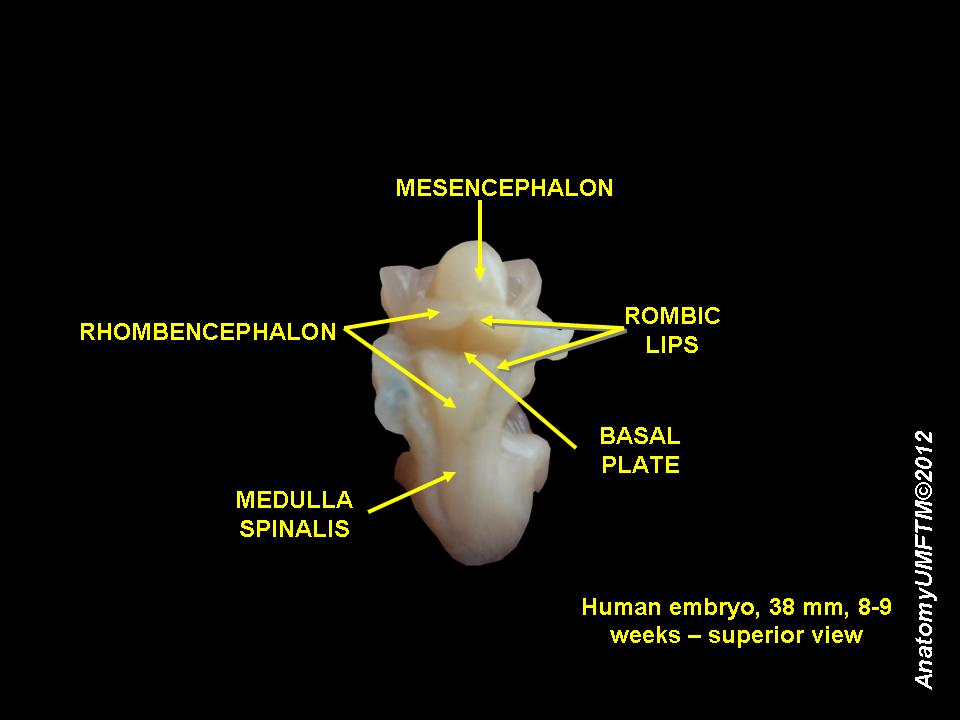

## پیوندهای بیرونی
- NIF Search - Forebrain via the Neuroscience Information Framework

- مشارکت‌کنندگان ویکی‌پدیا. «Forebrain». در دانشنامهٔ ویکی‌پدیای انگلیسی.